# 元山上口站

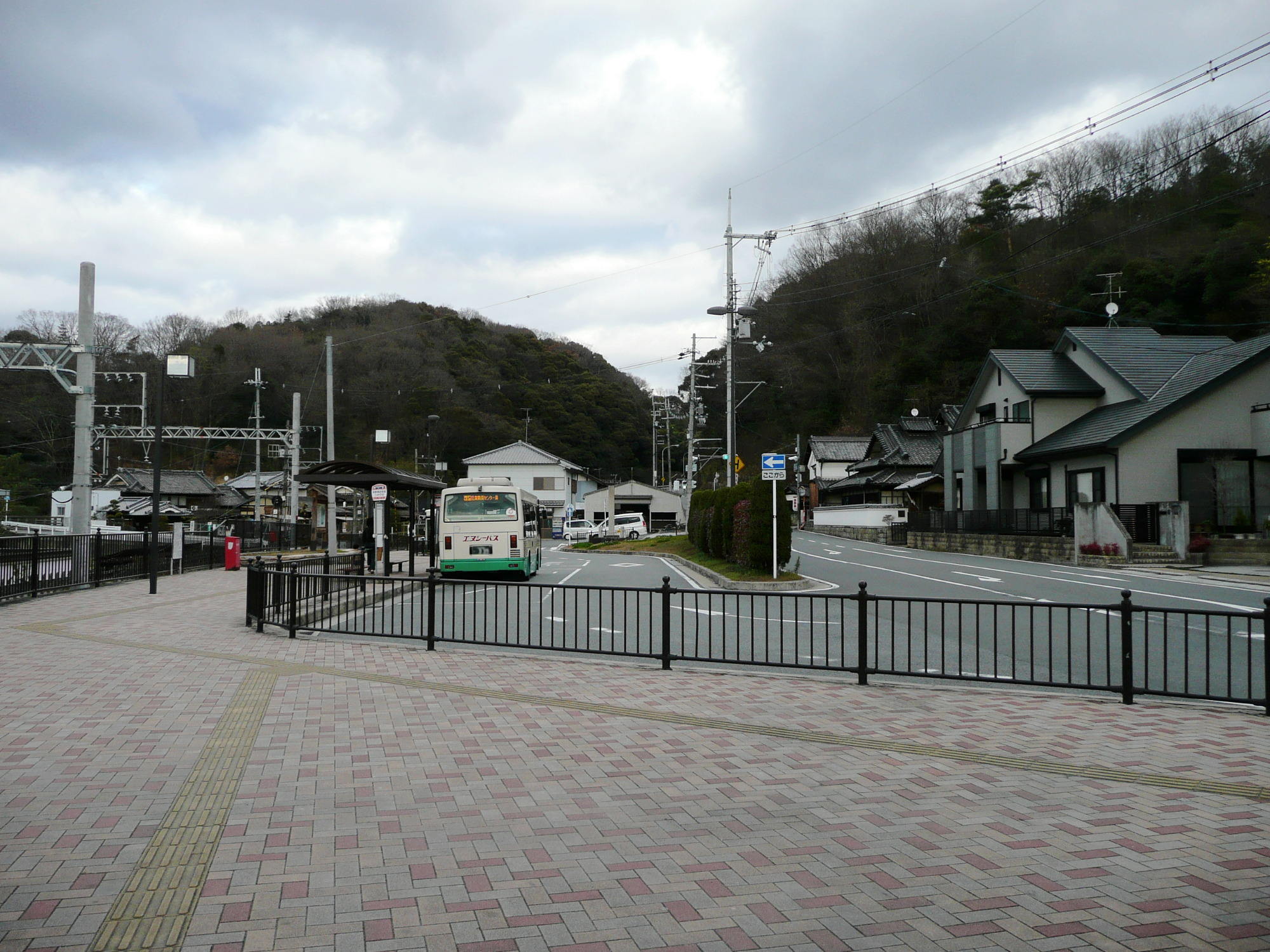
站前廣場

元山上口站（日语：／ Motosanjoguchi eki */?）是位於奈良縣生駒郡平群町椣原802番地，近畿日本鐵道的生駒線車站。車站編號為G23。

## 歷史
- 1926年（大正15年）10月21日 - 信貴生駒電鐵（日语：信貴生駒電鉄）延伸至山下站（現時：信貴山下站）之際開設此站[1]。
- 1926年（昭和元年）12月28日 - 信貴生駒電鐵延伸至臨時新生駒站，成為中途站[1]。
- 1964年（昭和39年）10月1日：近畿日本鐵道與信貴生駒電鐵合併。成為近鐵生駒線車站[1]。
- 2007年（平成19年）4月1日 - 車站可以使用PiTaPa[2]。
- 2012年（平成24年）12月21日 - 與龍田川站、勢野北口站同時成為整日無人車站。

## 車站構造
此站是地面車站，設有1面1線的單式月台。前往王寺方向的列車會開啟左邊車門。前往生駒方向和王寺方向的列車停靠在同一月台。月台可容納4卡車廂。
車站大樓鄰接月台。站前迴旋路設有巴士站。此站設有廁所。
此站是由王寺站管理的有人車站。此站設有可支援PiTaPa、ICOCA的自動閘機和自動補票機（支援回數票卡和IC卡增值服務）。

## 在此站上下車人次
以下列出近年來1日中上下車人次：
- 2018年11月13日：1,465人
- 2015年11月10日：1,768人
- 2012年11月13日：1,856人
- 2010年11月9日：1,969人
- 2008年11月18日：2,368人
- 2005年11月8日：2,413人

## 車站周邊
- 千光寺（日语：千光寺 (生駒郡平群町)）
- 簡保之宿 大和平群
- 生駒山口神社
- 平群綠丘郵局

## 巴士路線
NC巴士（元山上口站巴士站）　※ 截至2017年5月12日
- 1號乘車處
  - 90系統：前往平群站 (經老人福祉中心前)
  - 91系統：前往平群站 (經中央公民館前)
- 2號乘車處
  - 92系統：綠丘循環（前往元山上口站)
  - 95系統：前往簡保之宿大和平群

## 相鄰車站
近畿日本鐵道
 生駒線
東山（G22）－元山上口（G23）－平群（G24）

## 注腳
1. 1 2 3  曾根悟（監修）. . 週刊朝日百科. 2号 近畿日本鉄道 1. 朝日新聞出版. 2010-08-22: 18. ISBN 978-4-02-340132-7 （日语）.
2. ↑   (pdf) (新闻稿). 近畿日本鐵道. 2007-01-30  [2016-03-13]. （原始内容存档 (PDF)于2016-08-07） （日语）.
3. ↑  駅別乗降人員 生駒線 （页面存档备份，存于）（日語） - 近畿日本鐵道

## 外部連結
- 元山上口 - 近畿日本鐵道（日語）
- 奈良交通集團網站「時間、車費資訊」 （页面存档备份，存于）（日語）